# Reflexisphodrus wuduensis
Reflexisphodrus wuduensis is een keversoort uit de familie van de loopkevers (Carabidae). De wetenschappelijke naam van de soort is voor het eerst geldig gepubliceerd in 1999 door Lassalle & Marcilhac.